# Ruellia abbreviata
Ruellia abbreviata är en akantusväxtart som beskrevs av D.N. Gibson. Ruellia abbreviata ingår i släktet Ruellia och familjen akantusväxter. Inga underarter finns listade i Catalogue of Life.